# Montgaillard (Tarn-et-Garonne)
Pour les articles homonymes, voir Montgaillard.
Montgaillard est une commune française située dans le sud-ouest du département de Tarn-et-Garonne, en région Occitanie. C'est aussi une commune de l'Occitanie et elle fait partie de la province de Gascogne.
Sur le plan historique et culturel, la commune est dans la Lomagne, une ancienne circonscription de la province de Gascogne ayant titre de vicomté, surnommée « Toscane française ».
Exposée à un climat océanique altéré, elle est drainée par l'Ayroux, le ruisseau de Cameson, le ruisseau de Floris et par divers autres petits cours d'eau.
Montgaillard est une commune rurale qui compte 143 habitants en 2022, après avoir connu un pic de population de 779 habitants en 1821.  Ses habitants sont appelés les Montgaillardéens ou  Montgaillardéennes.

## Géographie

### Localisation
Montgaillard est un ancien village potier, situé aux marches du Gers, entre Saint-Clar (Gers) et Lavit de Lomagne (Tarn-et-Garonne).

### Communes limitrophes
Montgaillard est limitrophe de six autres communes dont une dans le département du Gers.
Les communes limitrophes sont  Balignac, Castéron, Lavit, Marsac, Maumusson et Poupas.
| Poupas | Balignac        | Lavit     |
| Marsac | Montgaillard    |           |
|        | Castéron (Gers) | Maumusson |

### Géologie et relief
La superficie de la commune est de 950 hectares ; son altitude varie de 139  à   256 mètres.

### Hydrographie

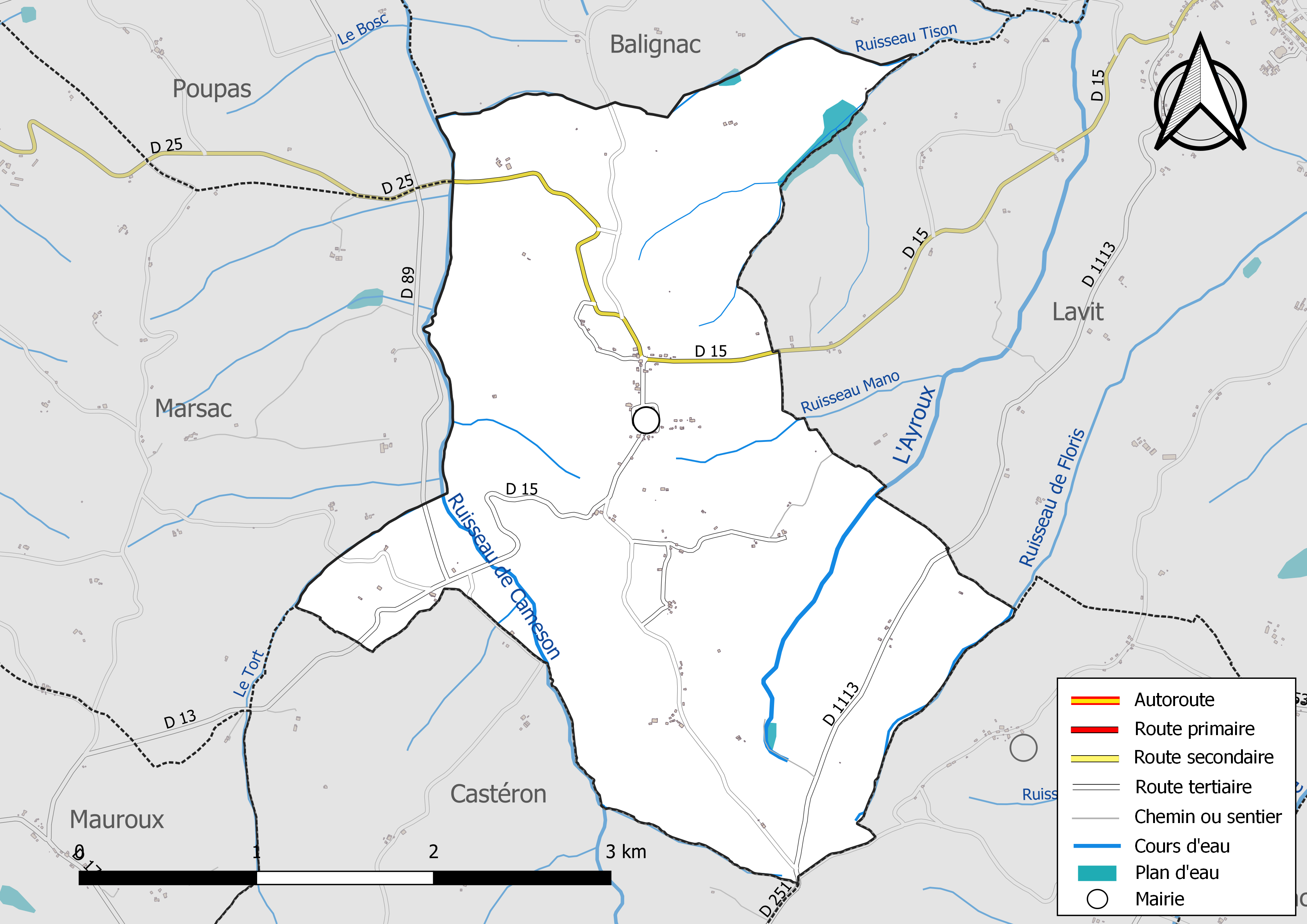
Réseaux hydrographique et routier de Montgaillard.

La commune est dans le bassin versant de la Garonne, au sein du bassin hydrographique Adour-Garonne. Elle est drainée par l'Ayroux, le ruisseau de Cameson, le Tort, le ruisseau Mano, le ruisseau Tison et par divers petits cours d'eau, constituant un réseau hydrographique de 8 km de longueur totale,.
L'Ayroux, d'une longueur totale de 26,1 km, prend sa source dans la commune et s'écoule du sud vers le nord. Il traverse la commune et se jette dans la Garonne à Espalais, après avoir traversé 10 communes.
Le ruisseau de Cameson, d'une longueur totale de 23,1 km, prend sa source dans la commune de Castéron et s'écoule du sud vers le nord. Il traverse la commune et se jette dans l'Ayroux à Saint-Michel, après avoir traversé 13 communes.

### Climat
Pour des articles plus généraux, voir Climat de l'Occitanie et Climat de Tarn-et-Garonne.
En 2010, le climat de la commune est de type climat du Bassin du Sud-Ouest, selon une étude du Centre national de la recherche scientifique s'appuyant sur une série de données couvrant la période 1971-2000. En 2020, Météo-France publie une typologie des climats de la France métropolitaine dans laquelle la commune est exposée à un climat océanique altéré et est dans la région climatique Aquitaine, Gascogne, caractérisée par une pluviométrie abondante au printemps, modérée en automne, un faible ensoleillement au printemps, un été chaud (19,5 °C), des vents faibles, des brouillards fréquents en automne et en hiver et des orages fréquents en été (15 à 20 jours).
Pour la période 1971-2000, la température annuelle moyenne est de 13,2 °C, avec une amplitude thermique annuelle de 15,7 °C. Le cumul annuel moyen de précipitations est de 754 mm, avec 10,1 jours de précipitations en janvier et 5,9 jours en juillet. Pour la période 1991-2020, la température moyenne annuelle observée sur la station météorologique de Météo-France la plus proche, « Mauroux », sur la commune de Mauroux à 6 km à vol d'oiseau, est de 14,0 °C et le cumul annuel moyen de précipitations est de 677,6 mm. 
La température maximale relevée sur cette station est de 42,3 °C, atteinte le 24 août 2023 ; la température minimale est de −12 °C, atteinte le 8 février 2012,,.
Les paramètres climatiques de la commune ont été estimés pour le milieu du siècle (2041-2070) selon différents scénarios d'émission de gaz à effet de serre à partir des nouvelles projections climatiques de référence DRIAS-2020. Ils sont consultables sur un site dédié publié par Météo-France en novembre 2022.

### Milieux naturels et biodiversité
Aucun espace naturel présentant un intérêt patrimonial n'est recensé sur la commune dans l'inventaire national du patrimoine naturel,,.

## Urbanisme

### Typologie
Au 1er janvier 2024, Montgaillard est catégorisée commune rurale à habitat très dispersé, selon la nouvelle grille communale de densité à sept niveaux définie par l'Insee en 2022.
Elle est située hors unité urbaine et hors attraction des villes,.

### Occupation des sols
L'occupation des sols de la commune, telle qu'elle ressort de la base de données européenne d’occupation biophysique des sols Corine Land Cover (CLC), est marquée par l'importance des territoires agricoles (84 % en 2018), une proportion identique à celle de 1990 (84 %). La répartition détaillée en 2018 est la suivante : 
terres arables (53,9 %), zones agricoles hétérogènes (30,1 %), forêts (16 %). L'évolution de l’occupation des sols de la commune et de ses infrastructures peut être observée sur les différentes représentations cartographiques du territoire : la carte de Cassini (XVIIIe siècle), la carte d'état-major (1820-1866) et les cartes ou photos aériennes de l'IGN pour la période actuelle (1950 à aujourd'hui).

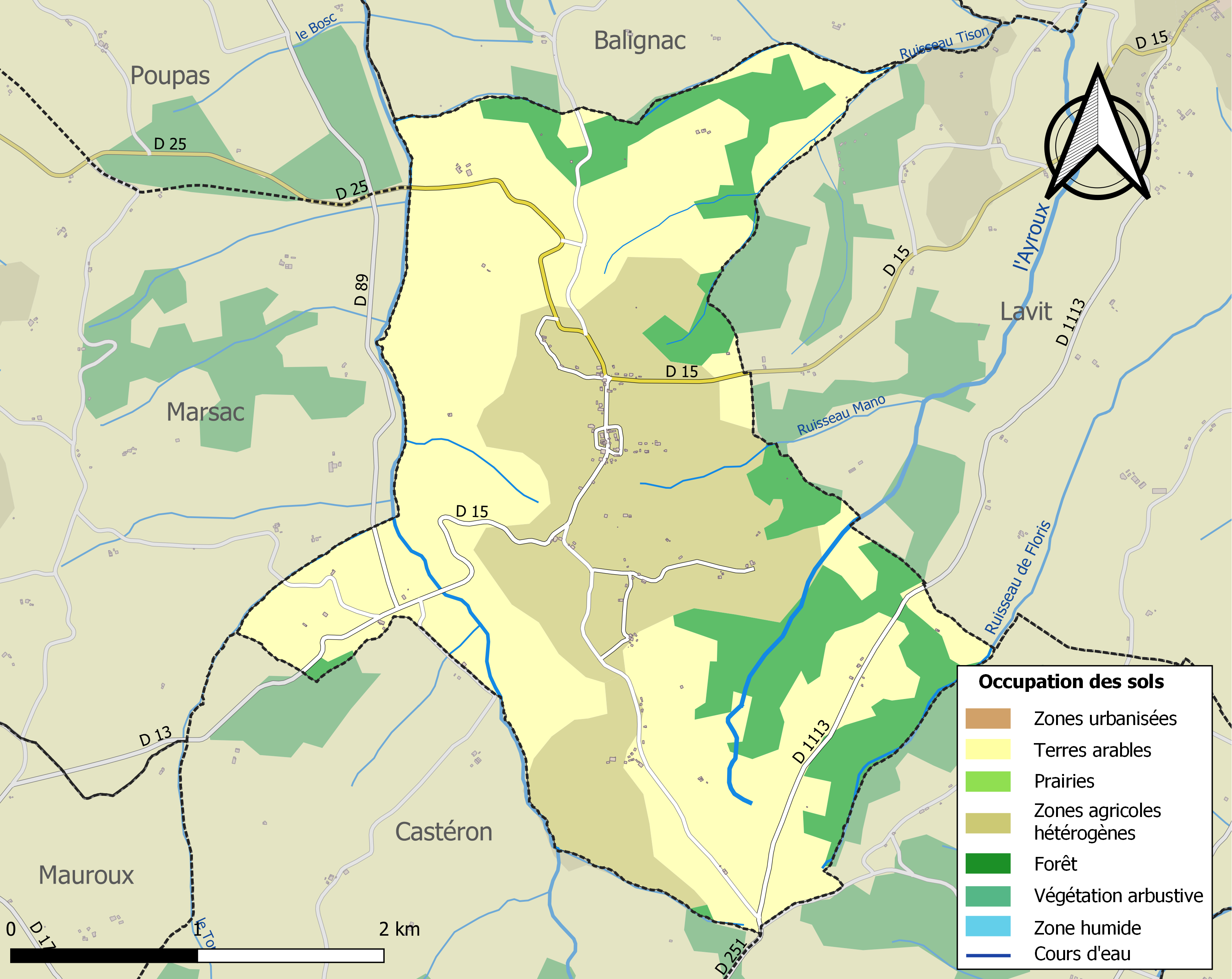
Carte des infrastructures et de l'occupation des sols de la commune en 2018 (CLC).

### Risques majeurs
Le territoire de la commune de Montgaillard est vulnérable à différents aléas naturels : météorologiques (tempête, orage, neige, grand froid, canicule ou sécheresse), inondations, mouvements de terrains et séisme (sismicité très faible). Il est également exposé à deux risques technologiques,  le transport de matières dangereuses et le risque nucléaire. Un site publié par le BRGM permet d'évaluer simplement et rapidement les risques d'un bien localisé soit par son adresse soit par le numéro de sa parcelle.

#### Risques naturels
Certaines parties du territoire communal sont susceptibles d’être affectées par le risque d’inondation par débordement de cours d'eau, notamment l'Ayroux et le ruisseau de Cameson. La cartographie des zones inondables en ex-Midi-Pyrénées réalisée dans le cadre du XIe Contrat de plan État-région, visant à informer les citoyens et les décideurs sur le risque d’inondation, est accessible sur le site de la DREAL Occitanie. La commune a été reconnue en état de catastrophe naturelle au titre des dommages causés par les inondations et coulées de boue survenues en 1982, 1993, 1999, 2006, 2007 et 2018,.
Montgaillard est exposée au risque de feu de forêt. Le département de Tarn-et-Garonne présentant toutefois globalement un niveau d’aléa moyen à faible très localisé, aucun Plan départemental de protection des forêts contre les risques d’incendie de forêt (PFCIF) n'a été élaboré. Le débroussaillement aux abords des maisons constitue l’une des meilleures protections pour les particuliers contre le feu,.

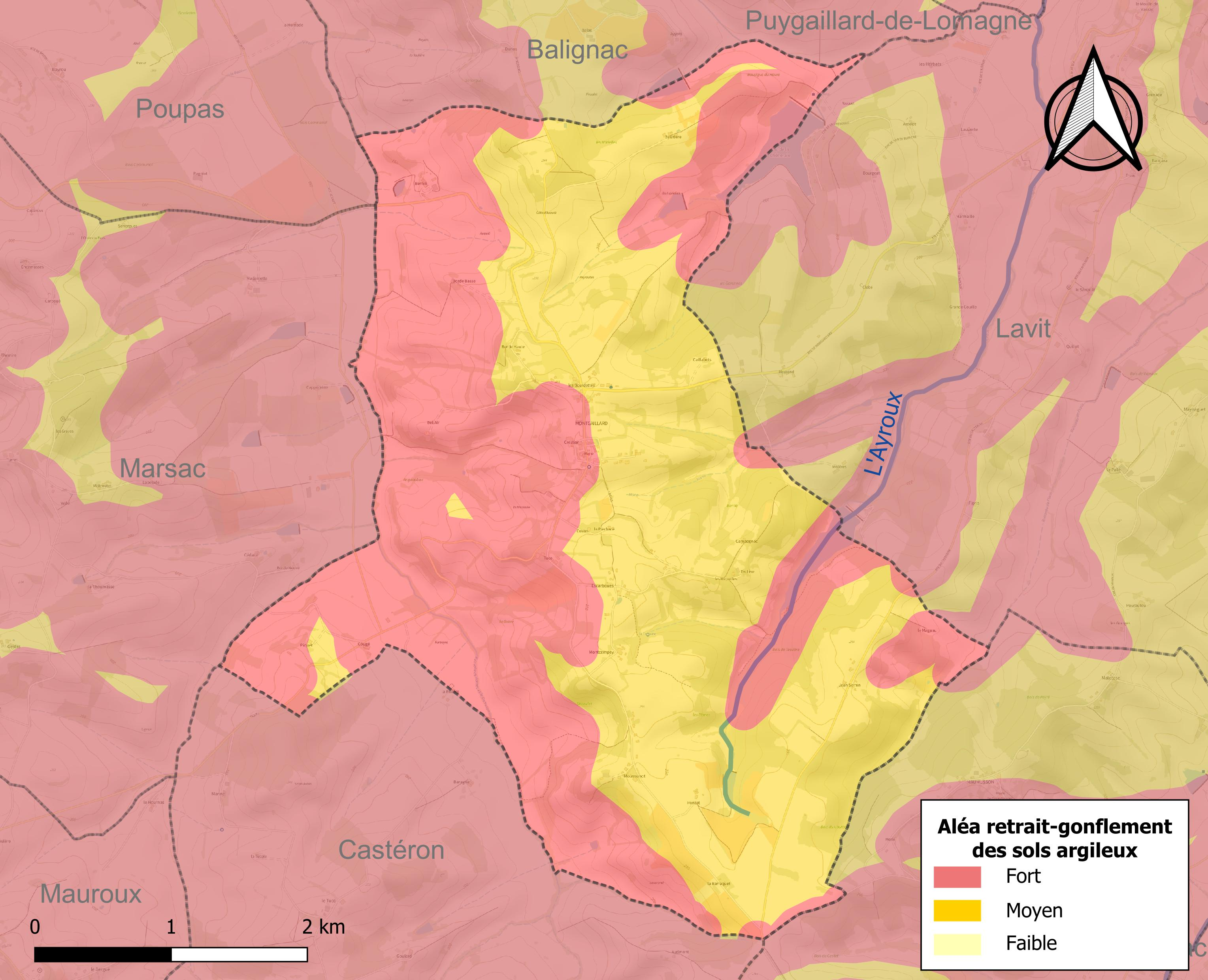
Carte des zones d'aléa retrait-gonflement des sols argileux de Montgaillard.

Les mouvements de terrains susceptibles de se produire sur la commune sont des tassements différentiels.
Le retrait-gonflement des sols argileux est susceptible d'engendrer des dommages importants aux bâtiments en cas d’alternance de périodes de sécheresse et de pluie. La totalité de la commune est en aléa moyen ou fort (92 % au niveau départemental et 48,5 % au niveau national). Sur les 78 bâtiments dénombrés sur la commune en 2019, 78 sont en aléa moyen ou fort, soit 100 %, à comparer aux 96 % au niveau départemental et 54 % au niveau national. Une cartographie de l'exposition du territoire national au retrait gonflement des sols argileux est disponible sur le site du BRGM,.
Par ailleurs, afin de mieux appréhender le risque d’affaissement de terrain, l'inventaire national des cavités souterraines permet de localiser celles situées sur la commune.
Concernant les mouvements de terrains, la commune a été reconnue en état de catastrophe naturelle au titre des dommages causés par la sécheresse en 1989, 1995, 1998, 2003, 2009, 2012 et 2017 et par des mouvements de terrain en 1999.

#### Risques technologiques
Le risque de transport de matières dangereuses sur la commune est lié à sa traversée par des infrastructures routières ou ferroviaires importantes ou la présence d'une canalisation de transport d'hydrocarbures. Un accident se produisant sur de telles infrastructures est susceptible d’avoir des effets graves sur les biens, les personnes ou l'environnement, selon la nature du matériau transporté. Des dispositions d’urbanisme peuvent être préconisées en conséquence.
En cas d’accident grave, certaines installations nucléaires sont susceptibles de rejeter dans l’atmosphère de l’iode radioactif. La commune étant située dans le périmètre de sûreté de 20 km autour de la centrale nucléaire de Golfech, elle est exposée au risque nucléaire. En cas d'accident nucléaire, une alerte est donnée par différents médias (sirène, sms, radio, véhicules). Dès l'alerte, les personnes habitant dans le périmètre de 2 km se mettent à l'abri. Les personnes habitant dans le périmètre de 20 km peuvent être amenées, sur ordre du préfet, à évacuer et ingérer des comprimés d'iode,,.

## Histoire
Montgaillard est aussi une commune de l'ancien duché d'Aquitaine qui s'appela aussi duché de Guyenne. Montgaillard fut aussi à partir de 1561 une commune de l'ancienne province de Guyenne comprenant la Gascogne, la Saintonge, le Limousin, qui fut érigée en gouvernement de Guyenne avec pour siège Bordeaux.
Montgaillard est une commune du Pays de Lomagne inclus dans la Gascogne orientale dite Gascogne toulousaine. Montgaillard fit partie pendant une partie du Moyen Âge de l'ancienne Guyenne anglaise.
Le duché de Guyenne : Le nom de duché de Guyenne fut attribué au duché d'Aquitaine lorsqu'il fut amputé par les conquêtes des rois de France.
Pour la première fois ce nom apparaît dans le texte du traité de Paris (1229) conclu le 12 avril 1229 entre saint Louis et Raymond VII de Toulouse comte de Toulouse, qui cédait la plus grande partie du Languedoc à la France et mettait fin à la croisade des Albigeois.
Faisant partie des possessions des rois d'Angleterre de 1188 à 1453, la Guyenne est réunie au domaine du roi de France après la bataille de Castillon, qui mit fin à la guerre de Cent Ans.
Montgaillard a été un gros village potier : du XVIe au début du XXe siècle, sa production était vendue dans tout le Sud-Ouest, mais aussi en Espagne et au Canada.

## Politique et administration

### Administration municipale
Le nombre d'habitants au recensement de 2011 étant compris entre 100 et 499, le nombre de membres du conseil municipal pour l'élection de 2014 est de onze,.

### Rattachements administratifs et électoraux
Commune faisant partie de la communauté de communes de la Lomagne Tarn-et-Garonnaise et du canton de Garonne-Lomagne-Brulhois (avant le redécoupage départemental de 2014, Montgaillard faisait partie de l'ex-canton de Lavit).

### Liste des maires
| Période                                  | Période  | Identité           | Étiquette | Qualité |
| ---------------------------------------- | -------- | ------------------ | --------- | ------- |
| 1971                                     | 1977     | Georges Gineste    |           |         |
| 1977                                     | 1983     | Louis Picard       | DVG       |         |
| 1983                                     | 2020     | Séverin Beaudonnet |           |         |
| 2020                                     | En cours | Sébastien Louart   |           |         |
| Les données manquantes sont à compléter. |          |                    |           |         |

## Population et société

### Démographie
L'évolution du nombre d'habitants est connue à travers les recensements de la population effectués dans la commune depuis 1793. Pour les communes de moins de 10 000 habitants, une enquête de recensement portant sur toute la population est réalisée tous les cinq ans, les populations de référence des années intermédiaires étant quant à elles estimées par interpolation ou extrapolation. Pour la commune, le premier recensement exhaustif entrant dans le cadre du nouveau dispositif a été réalisé en 2007.

En 2022, la commune comptait 143 habitants, en évolution de +4,38 % par rapport à 2016 (Tarn-et-Garonne : +3,12 %, France hors Mayotte : +2,11 %).
| 1793 | 1800 | 1806 | 1821 | 1831 | 1836 | 1841 | 1846 | 1851 |
| ---- | ---- | ---- | ---- | ---- | ---- | ---- | ---- | ---- |
| 700  | 725  | 776  | 779  | 708  | 671  | 655  | 668  | 632  |

| 1856 | 1861 | 1866 | 1872 | 1876 | 1881 | 1886 | 1891 | 1896 |
| ---- | ---- | ---- | ---- | ---- | ---- | ---- | ---- | ---- |
| 585  | 575  | 567  | 503  | 511  | 502  | 413  | 356  | 403  |

| 1901 | 1906 | 1911 | 1921 | 1926 | 1931 | 1936 | 1946 | 1954 |
| ---- | ---- | ---- | ---- | ---- | ---- | ---- | ---- | ---- |
| 408  | 370  | 319  | 234  | 218  | 213  | 197  | 186  | 187  |

| 1962 | 1968 | 1975 | 1982 | 1990 | 1999 | 2006 | 2007 | 2012 |
| ---- | ---- | ---- | ---- | ---- | ---- | ---- | ---- | ---- |
| 156  | 129  | 103  | 99   | 86   | 69   | 81   | 83   | 112  |

| 2017 | 2022 | - | - | - | - | - | - | - |
| ---- | ---- | - | - | - | - | - | - | - |
| 144  | 143  | - | - | - | - | - | - | - |

| selon la population municipale des années : | 1968 | 1975 | 1982 | 1990 | 1999 | 2006 | 2009 | 2013 |
| Rang de la commune dans le département      | 173  | 151  | 175  | 183  | 185  | 186  | 186  | 176  |
| Nombre de communes du département           | 195  | 195  | 195  | 195  | 195  | 195  | 195  | 195  |

### Enseignement
Montgaillard fait partie de l'académie de Toulouse.

### Culture et festivités
Village fleuri et typique, il est au cœur de cinq chemins de randonnée, qui sillonnent ce coin du Sud-Ouest.

### Activités sportives
Chasse, pétanque,

## Économie

### Emploi
|                | 2008  | 2013   | 2018   |
| -------------- | ----- | ------ | ------ |
| Commune        | 4,1 % | 4,3 %  | 8 %    |
| Département    | 8,4 % | 10,2 % | 10,3 % |
| France entière | 8,3 % | 10 %   | 10 %   |

En 2018, la population âgée de 15 à 64 ans s'élève à 86 personnes, parmi lesquelles on compte 79,3 % d'actifs (71,3 % ayant un emploi et 8 % de chômeurs) et 20,7 % d'inactifs,. Depuis 2008, le taux de chômage communal (au sens du recensement) des 15-64 ans est inférieur à celui de la France et du département.
La commune est hors attraction des villes,. Elle compte 10 emplois en 2018, contre 10 en 2013 et 17 en 2008. Le nombre d'actifs ayant un emploi résidant dans la commune est de 63, soit un indicateur de concentration d'emploi de 15,6 % et un taux d'activité parmi les 15 ans ou plus de 62,3 %.
Sur ces 63 actifs de 15 ans ou plus ayant un emploi, 9 travaillent dans la commune, soit 14 % des habitants. Pour se rendre au travail, 90,6 % des habitants utilisent un véhicule personnel ou de fonction à quatre roues, 1,6 % s'y rendent en deux-roues, à vélo ou à pied et 7,8 % n'ont pas besoin de transport (travail au domicile).

### Activités hors agriculture
7 établissements sont implantés  à Montgaillard au 31 décembre 2019.
Le secteur de l'administration publique, l'enseignement, la santé humaine et l'action sociale est prépondérant sur la commune puisqu'il représente 28,6 % du nombre total d'établissements de la commune (2 sur les 7 entreprises implantées  à Montgaillard), contre 13,6 % au niveau départemental.

### Agriculture
|               | 1988 | 2000 | 2010 | 2020 |
| ------------- | ---- | ---- | ---- | ---- |
| Exploitations | 15   | 14   | 7    | 8    |
| SAU (ha)      | 523  | 454  | 319  | 402  |

La commune est dans la Lomagne, une petite région agricole située dans le sud-ouest du département de Tarn-et-Garonne. En 2020, l'orientation technico-économique de l'agriculture  sur la commune est la polyculture et/ou le polyélevage. Huit exploitations agricoles ayant leur siège dans la commune sont dénombrées lors du recensement agricole de 2020 (15 en 1988). La superficie agricole utilisée est de 402 ha,,.

## Culture locale et patrimoine

### Lieux et monuments
- Église Saint-Séverin de Montgaillard. Dans la petite église du village, une statue de sainte Rufine (ou Ruffine ? ) (la patronne des villages potiers) a été remise en place le 5 août 2007. Il s'agit d'une copie, l'original ayant été dérobé il y a une vingtaine d'années.
- Le petit Musée sur la place du village, le four des Miquelles, ainsi que deux chemins de randonnée (entre autres ...) : le chemin des potiers, le chemin des Fontaines.
- La plaque commémorative inaugurée le 2 juin 2002 en présence du maire, Séverin Beaudonnet, du conseiller général, Francis Garrigues, d'André Dupuy, historien, et de membres de la famille de Percin. Cette plaque commémorative se trouve scellée sur ce qui reste de l'ancien mur d'enceinte du château fort de Montgaillard, qui appartenait à la famille de Percin lorsqu'il fut démantelé en 1638 sur ordre du cardinal de Richelieu.

### Personnalités liées à la commune
- Famille de Percin de Montgaillard, la famille de Percin avait acquis le château fort de Montgaillard en 1566, mais elle possédait déjà depuis le XVe siècle les terres de Montgaillard. On a retrouvé des archives sur Bernard de Montgaillard dit « Le Petit Feuillant », né à Montgaillard en 1562. Il se rendit célèbre par ses prédications et par son rôle important dans les affaires de la Ligue.
- Charles Bernard Joseph Percin (1747-1798), général des armées de la République, né dans la commune.
- Guillaume-Honoré Roques, dit l’abbé de Montgaillard (1772-1825), écrivain et polémiste, est né à Montgaillard.

## Héraldique
| Blason | Blasonnement : Écartelé d'or à la tour d'azur donjonnée de trois tourelles soudées aussi d'or, et de gueules au lion d'or couronné d'une couronne de vicomte du même. |

## Pour approfondir